# Musikwissenschaftlicher Verlag Wien
Der Musikwissenschaftliche Verlag Wien (MWV) wurde 1933 mit der Zielsetzung einer wissenschaftlich-kritischen Gesamtausgabe der Werke Anton Bruckners gegründet. Neben der bisherigen und der Neuen Anton Bruckner-Gesamtausgabe betreut der MWV auch die Gesamtausgabe der Werke Hugo Wolfs und ein umfangreiches Programm musikwissenschaftlicher Literatur.

## Verlagsleitung
Der Musikwissenschaftliche Verlag Wien (MWV) ist seit 1955 ein gemeinnütziger Verein. Seine Geschäftsführer waren zunächst Norbert Furreg (1933–38, 1946–67), Käthe Smetana (1967–71), Margarete Puhlmann (1972–79) und Herbert Vogg (1979–2001). Mit dem Rückzug Leopold Nowaks von der Herausgabe der Bruckner-Gesamtausgabe stand Vogg ab 1989 auch der Fertigstellung dieses Projekts vor. Ab 2001 waren Tilly Eder als Geschäftsführerin und Angela Pachovsky als Verlagsleiterin für die Agenden verantwortlich, seit 2019 ist Angela Pachovsky Geschäftsführerin des Verlags.

## Verlagsprogramm

### Die Bruckner-Ausgaben
Der Musikwissenschaftliche Verlag Wien (MWV) wurde 1933 von der Internationalen Bruckner-Gesellschaft (IBG) eigens für die Publikation einer von der Österreichischen Nationalbibliothek in Wien und der IBG herausgegebenen wissenschaftlich-kritischen Gesamtausgabe der Werke Anton Bruckners gegründet. Dem Verlagsaufbau und den ersten Publikationen der Bruckner-Gesamtausgabe waren jahrelange Vorarbeiten durch Robert Haas, den Direktor der Musiksammlung der Österreichischen Nationalbibliothek, vorausgegangen. Haas wurde wissenschaftlicher Editionsleiter, sein erster Mitarbeiter war Alfred Orel. 1937 wurde Leopold Nowak Mitherausgeber. In dieser Zeit konnten zahlreiche Bände erscheinen. Mit dem Anschluss Österreichs an das Deutsche Reich 1938 wurden der MWV und die IBG in Wien aufgelöst und die Gesamtausgabe von dem Leipziger Verlag Oscar Brandstetter weitergeführt. 1945 wurden die dortigen Bestände bei einem Bombenangriff vernichtet.
Nach Ende des Zweiten Weltkriegs wurden die IBG und der MWV in Österreich reaktiviert, womit auch die Bruckner-Gesamtausgabe wieder in Österreich besorgt wurde. Bis 1989 edierte Leopold Nowak als wissenschaftlicher Leiter nahezu das gesamte Werk Bruckners. Nach seinem Rücktritt konnten unter der Geschäftsführung von Herbert Vogg bis 2001 die noch fehlenden Bände publiziert werden.
Seit 2001 wurde eine weitere Verbesserung durch Korrekturen auf Basis von Druckfehlerlisten von Rüdiger Bornhöft bzw. das Einarbeiten neuer Forschungsergebnisse bei Nachdrucken betrieben. Zudem wurden bisher ausständige Revisionsberichte ergänzt.
2011 begann unter der Leitung von Paul Hawkshaw, Thomas Leibnitz, Andreas Lindner, Angela Pachovsky und Thomas Röder die Neue Anton Bruckner Gesamtausgabe. Die Neuausgabe orientiert sich am aktuellen Forschungsstand, beinhaltet einheitliche Richtlinien und wird von einem internationalen Herausgeberteam erarbeitet. Als erste Publikation erscheint 2014 die 1. Symphonie in der Linzer Fassung, hrsg. von Thomas Röder.

### Die Hugo Wolf-Gesamtausgabe
Unter dem Herausgeber Robert Haas wurde die Planung für eine Gesamtausgabe der Werke Hugo Wolfs aufgenommen, die Ausführung wurde allerdings durch den Zweiten Weltkrieg zunächst verzögert. Zur Erstellung einer Gesamtausgabe von Hugo Wolf  wurde 1956 die Internationale Hugo Wolf-Gesellschaft gegründet mit dem Ziel einer Erarbeitung einer kritisch-wissenschaftlichen Gesamtausgabe der Werke Hugo Wolfs, die in Zusammenarbeit mit wieder nach Wien zurückgekehrten Musikwissenschaftlichen Verlag ausgeführt werden sollte. Editionsleiter war der Musikwissenschaftler Hans Jancik (1905–2001). 1991 übernahm Leopold Spitzer die Leitung und erarbeitete die bis dahin noch fehlenden Bände, darunter die Oper „Der Corregidor“. Bei Nachdrucken früherer Bände ergänzte er die Revisionsberichte. 1998 wurde die Gesamtausgabe mit dem Band der Fragmente für Orchester abgeschlossen.

### Die Buchproduktion
Die Buchproduktion des Verlages galt zunächst fast ausschließlich Bruckner und Wolf: Zum 80. Geburtstag Leopold Nowaks erschienen seine Aufsätze 1936–1984 unter dem Titel „Über Anton Bruckner.“
Die Briefe an und von Anton Bruckner wurden von Andrea Harrandt 2003 und 2009 herausgegeben. Eine vierbändige Ausgabe der Briefe von Hugo Wolf wurde von Leopold Spitzer 2010/11 herausgebracht.

### Reihen
- Zwischen 1985 und 1994 erschienen vier Bände der von Richard Bletschacher redigierten Reihe „dramma per musica“ mit dem Untertitel „Beiträge zur Geschichte, Theorie und Kritik des Musiktheaters“

- "Anton Bruckner – Dokumente und Studien".

umfasst Bruckner-Jahrbücher, Bruckner-Symposionberichte sowie Bruckner-Vorträge und Tagungsberichte.
- „Anton Bruckners Wiener Jahre“, ab 2009-

Publikationsreihe der Arbeitsstelle „Anton Bruckner“ an der Österreichischen Akademie der Wissenschaften, Kommission für Musikforschung. Sie bietet ein Forum für die Brucknerforschung.